# Damongo
Damongo er en by der er hovedstaden i West Gonja Municipal, og fra den 12. februar 2019 hovedstad  i regionen  Savannah. Damongo er hjemsted for Bikunuto Jewu Soale 1. den øverste høvding for Gonja-kongeriget. De sprog, der tales i Damongo, omfatter Gonja, Vagla, Hanga, Dagaare, Waale, Frafra, Kasim, Twi, Ewe og Hausa.  Damongo er kendt for at være vært for det prestigefyldte Yagbon Skin.

## Historie
Sædet for Gonja-kongeriget blev flyttet fra Nyange til Damongo i 1944 af Yagbonwura Awusi Ewuntomah Bunyangso, som regerede fra 1942 til 1975. På det tidspunkt var Damongo et lille samfund med mindre end ti husstande. Ikke desto mindre blev det omdrejningspunktet for Gonjas lederskab.
Under kolonitiden spillede Damongo en afgørende rolle som administrationscenter for kolonistyret (Guldkysten). Dens strategiske placering lettede kommunikation og handel mellem de nordlige og sydlige dele af landet.
John Dramani Mahama, Ghanas 12. og 14. præsident er født i Damago

## Økonomi
Selvom Damongo er klassificeret som by, er meget af befolkningen stadig stærkt afhængig af landbrug. De primære afgrøder, der dyrkes, omfatter handelsafgrøder som majs, hirse, yams, okra og jordnødder. Nogle steder i Damongo dyrkes der også højlandsris.
Dertil kommer sheanødder fra vilde træer, og de tjener både som fødekilde og som råmateriale til produktion af olier og kosmetik. Den traditionelle landbrugspraksis og dyrkning af disse afgrøder spiller fortsat en afgørende rolle i samfundets erhverv og økonomiske aktiviteter.

## Problemer
Der er mange problemer, der plager byen, hvilket forhindrer yderligere udvikling i regionen.

### Vandkrise
Damongo (og de omkringliggende områder) har haft problemer  med adgang til rent vand, siden de blev bosat. Beboere har gravet brønde og boringer med håndpumper for at hente vand op. Distriktet planlægger med støtte fra Ghanas regering, at påbegynde arbejdet med et vandsystem, der vil give rent drikkevand til hele samfundet.

### Mangel på infrastruktur
Manglen på ordentlig infrastruktur har ført til en stigning i kriminalitet i byen og en mangel på beskyttelse mod oversvømmelser. Stigningen i kriminalitet kan skyldes  manglen på fungerende gadelys, hvilket også fører til en stigning i bilulykker.